# Анхидрит
Анхидрит је минерал - нехидратисани калцијум сулфат, CaSO4. Кристалише ромбично, са три правца савршене цепљивости.